# Cathédrale du Sacré-Cœur-de-Jésus de Makassar
Cette  cathédrale n’est pas la seule cathédrale du Sacré-Cœur-de-Jésus.
La cathédrale du Sacré-Cœur-de-Jésus (en indonésien : Gereja Katedral Hati Kudus Yesus) est la cathédrale de l'archidiocèse de Makassar, située à Makassar, la capitale de la province de Sulawesi du Sud en Indonésie.

## Histoire
En 1525 la ville de Makassar reçoit la visite de trois prêtres missionnaires portugais, les pères Antonio do Reis, Cosmas de Annunciacio et Bernardinode Marvao accompagnés par un frère. Le premier prêtre à être nommé à Makassar est le père Vincente Viegas venu de Malacca. Après cette implantation, plusieurs rois et nobles du Sulawesi du Sud se font baptiser dans l'Église catholique.
Le roi de Gowa, le Sultan Alauddin (1591-1638) accorde la liberté culte aux catholiques en 1633. Cette décision est confirmée par ses successeurs. 
La crise politique entre la Compagnie néerlandaise des Indes orientales et le Portugal conduit le clergé portugais à être expulsé de Makassar : après la chute de Malacca dans les mains de la Compagnie néerlandaise des Indes orientales et l'accord de Batavia du 19 août 1660, le Sultan Hasanuddin est contraint d'expulser tous les portugais de Makassar en 1661. Il s'ensuit une période de plus de 225 ans au cours de laquelle aucun prêtre ne s'installera à Makassar.
Le 28 mars 2021, un attentat-suicide fait 14 blessés lors d'un service du dimanche des Rameaux.

## Construction

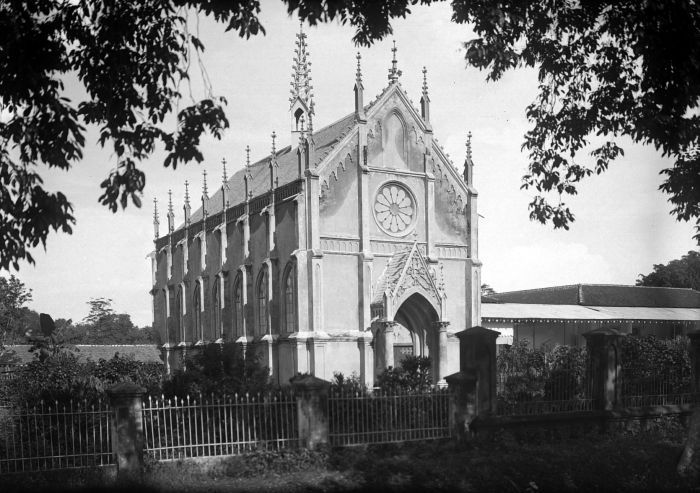
La cathédrale du Sacré-Cœur-de-Jésus dans les années 1910.

En 1892, le Père Aselbergs, SJ, est transféré de Larantuka à Makassar (7 septembre 1892) et vit dans un manoir dans appelé Heerenweg (aujourd'hui Jl. Hasanuddin). Il achète une parcelle de terres et les maisons avoisinantes en 1895 dans Komedistraat (aujourd'hui Jl. Kajaolalido). Il s'agit de l'emplacement du bâtiment de l'actuelle église. 
La construction de l'église commence en 1898 et s'achève en 1900. Elle est ensuite rénovée et agrandie en 1939 atteignant en 1941 sa forme actuelle.
Le 13 avril 1937, Makassar devient une préfecture apostolique confiée aux missionnaires CICM, avec Mgr Martens comme préfet. Le 13 mai 1948, elle devient le vicariat apostolique de Makassar, et le 3 janvier 1961 l'archidiocèse de Makassar.